# Ігор Лозо
І́гор Ло́зо (хорв. Igor Lozo, нар. 2 березня 1984, Спліт) — хорватський футболіст, захисник клубу «Вал».

### Кар'єра
Почав професійну кар'єру в сплітському «Хайдуку». 2005 року перейшов у «Пулу». Влітку 2007 року потрапив до одеського «Чорноморця», підписавши трирічний контракт. Разом з командою провів 2 матчі в Кубку Інтертото, проти французького «Ланса». Перший матч в Одесі закінчився нічиєю (0:0), Лозо відіграв весь матч. Другий матч на стадіоні Фелікс Боллар чорно-сині програли (3:1) і вилетіли з турніру. В чемпіонаті України Лозо провів всього 1 матч, 25 липня 2007 року проти донецького «Металурга» (0:0), Ігор вийшов у додатковий час замість білоруса Володимира Коритько. У січні 2008 року залишив «Чорноморець» і продовжив грати в хорватському «Юнаку». Після грав в американському «Чикаго Файр», але в команді не заграв. Влітку 2009 року перейшов до «Меджимур'є».

### Кар'єра в збірній
У складі юнацької збірної Хорватії до 17 років виступав на чемпіонат світу 2001 у Тринідаді і Тобаго. Тоді Хорватія зайняла 3 місце в групі поступившись Австралії та Бразилії, але випередивши господарку чемпіонату Тринідад і Тобаго. Лозо провів 1 матч проти Австралії (0:4). Виступав за збірні Хорватії різного віку, також був капітаном.